# ان تارتو
ان تارتو (استونیایی: Enn Tarto; ۲۵ سپتامبر ۱۹۳۸ – ۱۸ ژوئیهٔ ۲۰۲۱) سیاستمدار، دگراندیش و نماینده مجلس اهل استونی بود.